# Azorella fuegiana
Azorella fuegiana là một loài thực vật có hoa trong họ Hoa tán. Loài này được Speg. mô tả khoa học đầu tiên năm 1896.